# Tallero
Il tallero (in tedesco Taler, in passato Thaler) è stata un'importante moneta d'argento di grande modulo.
Coniato in Europa per circa quattro secoli, il tallero assunse maggiore importanza con la decisione presa dall'Impero nel XVI secolo di affiancare al Gulden il Reichstaler come valuta imperiale.
In altri paesi ha assunto nomi simili: in svedese e norvegese daler; in nederlandese daler, più recentemente daalder; in portoghese dolera; in inglese dollar; in ceco tolar; in sloveno tolar; in bielorusso tалер, tаляр; in ungherese tallér. Inoltre, il leu rumeno prende il nome dal leone (in nederlandese leeuw) raffigurato sul tallero olandese diffuso in Romania nel XVII secolo.

## Origini
Le radici e lo sviluppo di monete di grande modulo risalgono alla seconda metà del Quattrocento. Alla fine del XV secolo lo stato della monetazione in Europa era scadente a causa della continua svalutazione prodotta dalle spese belliche e dalla continua esportazione, costante nei secoli, di metalli preziosi necessari per pagare spezie, porcellana e seta e altre merci esotiche dall'India, Indonesia e da altre regioni dell'Estremo Oriente. Questa svalutazione aveva raggiunto un punto tale che il contenuto in argento (titolo) di un grosso era calato, in alcuni casi, a meno del cinque per cento, provocando la parallela riduzione del valore della moneta rispetto a quello iniziale.
A seguito della scoperta e lo sfruttamento di nuovi giacimenti di argento in Europa, e con un'inversione rispetto alla tendenza precedente, in Italia ci fu un primo passo verso una moneta di modulo ampio con l'introduzione nel 1472 a Venezia della lira Tron, che superava il peso di sei grammi, un aumento sostanziale rispetto al gros tournois della Francia. Nel 1474 furono coniate lire da nove grammi e da dieci grammi.
Nel 1484 l'Arciduca Sigismondo del Tirolo emise la prima moneta veramente rivoluzionaria, il mezzo Guldengroschen di circa 15½ grammi. Era una moneta realmente rara, probabilmente emessa come prova, ma circolò con così tanto successo che la produzione non riusciva a soddisfare le richieste. Infine sfruttando le riserve di argento, presenti a Schwaz, nel 1486 Sigismondo fece coniare nella zecca di Hall, una nuova moneta di grandi dimensioni denominata Guldengroschen.
Il Guldengroschen era un grosso (in tedesco Groschen), una moneta d'argento dello stesso valore del Gulden, il fiorino tedesco. Il Guldengroschen, detto anche Guldiner, ebbe un successo immediato che giunse inatteso. Fu subito coniato da diversi stati che avevano la disponibilità di argento. Gli incisori, influenzati dal Rinascimento come gli altri artisti, crearono intricati ed elaborati disegni con le armi delle autorità emittenti e realistici, spesso non lusinghieri, ritratti dei monarchi.

## Joachimsthaler
Nel 1518 i Guldiner spuntavano un po' ovunque nell'Europa centrale. In Boemia il conte Stefan Schlick coniò un Guldengroschen utilizzando l'argento delle proprie miniere che si trovavano a Joachimsthal - in ceco Jáchymov, città sita ora nella Repubblica Ceca - la valle di San Gioacchino, in cui Thal (ora Tal) significa "valle" in tedesco. La moneta fu chiamata Joachimstaler Guldengroschen, cioè Guldengroschen della valle di San Gioacchino, in seguito semplicemente Joachimsthaler.
La moneta dei conti Schlick aveva al dritto il leone di Boemia e al rovescio San Gioacchino, padre di Maria. Monete simili incominciarono a essere coniate nelle valli vicine, prendendo ognuna il nome dalla particolare 'Thal' o valle da cui l'argento era estratto. Il passaggio del nome da Joachimsthaler semplicemente a Thaler viene attribuito al riformatore tedesco Erasmus Alberus (circa 1500 - 1553). La moneta in poco tempo divenne lo standard per il commercio europeo.

## Tallero in Germania
La massima produzione di talleri ebbe luogo nel XVI e XVII secolo con i cosiddetti "talleri multipli", chiamati Löserthaler in Germania. I primi furono coniati per la maggior parte nel Brunswick-Wolfenbüttel e nel Brunswick-Lüneburg. Alcune di queste monete raggiunsero dimensioni enormi arrivando al valore di sedici talleri. Le motivazioni per la coniazione di queste monete, che in alcuni casi arrivarono a pesare più di 450 g di argento con un diametro di 12 cm, non sono chiare. Furono coniati per la prima volta nel 1574 e la coniazione durò circa un secolo, fino al 1688. Forse il nome deriva da una moneta d'oro di grandi dimensioni coniata ad Amburgo e chiamata Portugalöser, dal valore di 10 ducati. Il termine è stato in seguito usato per indicare genericamente i multipli di tallero. In genere non sono stati impiegati nella circolazione reale e quindi i pochi esemplari pervenuti hanno uno stato di conservazione ottimo.
All'interno del Sacro Romano Impero il tallero fu usato come standard per superare il problema delle differenti monete coniate dai singoli stati. Una moneta standard fu il Reichsthaler, fissato nel 1566 dalla convenzione di Lipsia, che aveva un contenuto in argento pari ad 1/9 del marco di Colonia. Nel 1754, fu introdotto il Konventionsthaler che invece aveva un contenuto pari a 1/10 del marco di Colonia.
La Prussia usava un tallero che conteneva argento pari a 1/14 del marco di Colonia. Nel 1837, il tallero prussiano divenne parte della nuova valuta usata nelle Germania meridionale e in Renania che aveva come unità di conto standard il Gulden della Germania meridionale. Il Gulden valeva 4/7 del tallero. Verso il 1850 quasi tutti gli Stati tedeschi usavano questo standard di tallero, anche se le monete frazionali variavano da stato a stato.
Nel 1857 il Vereinsthaler adottato nell'Impero austro-ungarico e in quasi tutta la Germania. Il Vereinsthaler continuò a essere emesso fino al 1872 in Germania, dove fu sostituito dal marco e fino al 1867 in Austria-Ungheria. Il tallero di Maria Teresa era ancora usato durante il XX secolo in Abissinia e in altri paesi del Medio oriente.

## Potere d'acquisto
Alla fine del XVIII secolo in ambito tedesco si potevano comprare con un tallero 12 kg di pane, 6 kg di carne, 2 bottiglie di Champagne, 1 kg di tabacco oppure 250 g di tè; anche una camicia, un paio di scarpe o tre paia di calze di lana costavano un tallero.
Il cibo e l'affitto di due stanze ammobiliate costavano circa 100 - 120 talleri all'anno.
Il guadagno annuale di un mastro artigiano era tra i 200 e i 600 talleri, di un impiegato pubblico medio o di un ufficiale prussiano di 100 talleri. Le entrate di un soldato semplice prussiano erano di 24 talleri, ai limiti della povertà. Mentre Johann Wolfgang von Goethe in qualità di scrittore, consigliere privato e amico di Carlo Augusto di Sassonia-Weimar-Eisenach, guadagnava più di 3.000 talleri oltre a beni in natura (ad es. legna per il caminetto), Friedrich Schiller, in qualità di professore di storia, riceveva dallo stesso duca solo 200 talleri.

## Espansione del tallero
Il Joachimsthaler circolò come reichstaler nell'Impero tedesco e in Austria fino al 1909.
Il tallero divenne una moneta molto popolare in Europa e di normale circolazione assieme ad altre monete di modulo ampio come il peso e la corona.
All'inizio del XVII secolo, il tallero venne introdotto e divenne la valuta più diffusa in Svezia, con il nome di daler. Il daler fu in circolazione fino al 1873, quando venne sostituito dalla krona, la nuova valuta introdotta con l'Unione monetaria scandinava.
In Germania, con l'adozione del marco nel 1871, i pezzi da 3 marchi, coniati con le stesse caratteristiche dei talleri e con essi convertibili, continuavano popolarmente a essere chiamati "talleri".
I pezzi da otto reales spagnoli erano chiamati ufficialmente pesos, ma comunemente erano anche chiamati dolares, in quanto avevano le stesse caratteristiche dei talleri.
Questi dollari messicani divennero la valuta più utilizzata nel continente americano e in Estremo Oriente.
Da questi dollari hanno preso il nome i dollari statunitensi. Sono inoltre il modello delle monete estremorientali, come gli yen, gli yuan, i won, i ringgit.

### Successo del tallero
I motivi di successo del tallero sono state la disponibilità delle miniere d'argento nel momento in cui l'economia europea usciva da una fase di recessione, ma soprattutto la dimensione della nuova moneta.
In un periodo di scarsa alfabetizzazione e, soprattutto, di assenza dei media moderni, la moneta costituisce un formidabile strumento di propaganda: entra in molte case, viene vista da molte persone.
L'uso della moneta come strumento di propaganda risale alla nascita stessa della moneta. Nel mondo greco le polis usavano rappresentare nelle monete gli dei protettori della città (Atena, Acheloo, le ninfe Partenope e Aretusa). Altre città usavano altre immagini rappresentative: la rosa (rhodon) di Rodi, l'ape (melita) per Melitæ, il gomito (ankon) ad Ancona. In età ellenistica vengono raffigurati uomini viventi: i re delle dinastie macedoni.
A Roma l'accento era inizialmente posto sull'esaltazione della città. Nella seconda metà del II secolo a.C. i magistrati monetari cominciarono invece a esaltare la gens di appartenenza e appaiono nuove rappresentazioni. Nell'impero il sesterzio offre, con le sue grandi dimensioni, una superficie adeguata per l'esaltazione del princeps.
Le rilevanti misure del tallero, spesso superiori ai 40 mm, permettono di esaltare i nuovi principi e di riempire dei loro complessi e articolati titoli onorifici lo spazio a disposizione.

### Il tallero di Maria Teresa
In Austria dal 1753 fu coniato alle zecche imperiali di Günzburg e di Vienna, in seguito agli accordi del Konventionstaler, una nuova moneta, il tallero di Maria Teresa, che recava al dritto l'immagine dell'imperatrice Maria Teresa —Maria Theresia in latino— (1740 - 1780). Al rovescio era raffigurate l'aquila bicefala imperiale.
Questa moneta era destinata a una incredibile carriera mondiale. La moneta fu demonetizzata in Austria già nel 1858.
Tuttavia continuò a circolare come Handelsmünze (moneta commerciale) nella Arabia e in Etiopia mantenendo le medesime caratteristiche, compreso l'anno di coniazione 1780.
Esso era comunemente chiamato rial in Arabia e birr nel Corno d'Africa.
Parecchi stati di queste due regioni hanno conservato questi nomi tradizionali per le loro attuali valute ufficiali.
L'Italia coniò questa moneta, in base ad accordi presi con il governo austriaco, dal 1935 al 1950, per usarlo nelle proprie colonie nel Corno d'Africa.
Il tallero di Maria Teresa è una delle più importanti e diffuse monete d'argento del mondo e viene ancora coniato per i collezionisti.

## Daalder olandese
Nei Paesi Bassi, il daalder e il rijksdaalder sono stati coniati accanto al gulden (fiorino olandese) con un valore rispettivamente di 1½ e 2½ gulden.
Il rijksdaalder mostrava un leone; di conseguenza in olandese tale moneta era anche chiamata leeuwendaalder, ovvero "tallero del leone".
Queste monete furono fra le più utilizzate nel commercio internazionale nell'Impero ottomano e nei suoi tributari. A causa dell'immagine del leone erano comunemente chiamate arslan in turco, leu in rumeno, lev in bulgaro.
Da questa moneta hanno tratto il nome le valute ufficiali della Romania e della Bulgaria. Dopo la dissoluzione dell'URSS anche la Moldavia ha adottato il nome di leu per la propria moneta.
Nei Paesi Bassi il nome di rijksdaalder è sopravvissuto per indicare la moneta da 2½ gulden fino a che il fiorino non è stato sostituito dall'euro nel 2002.

## Talleri scandinavi
Il tallero fu introdotto all'inizio del XVII secolo in Scandinavia con il nome di daler dove divenne la valuta più diffusa. Circolarono vari talleri, tra cui il rigsdaler danese, il riksdaler svedese e lo speciedaler norvegese.
I talleri circolarono in Danimarca e Svezia fino al 1873 quando furono sostituiti dalla corona danese e dalla corona svedese, la nuova valuta introdotta dalla Unione monetaria scandinava. Nel 1876 anche la Norvegia aderì all'Unione monetaria e introdusse la corona norvegese.

## I talleri italiani
Monete con questo nome sono state coniate da diversi stati pre-unitari. Tra questi i duchi di Savoia, la repubblica di Ragusa e il granducato di Toscana.
Dopo l'unità d'Italia ci sono state tre emissioni di talleri per i commerci nel Corno d'Africa: un tallero coniato da Umberto I tra il 1890 e il 1896, un tallero detto Italicum coniato da Vittorio Emanuele III nel 1918. Dopo l'insuccesso di questa coniazione il governo italiano in seguito ad accordi con il governo austriaco coniò a Roma il tallero di Maria Teresa.

## Altri talleri
Con l'arrivo dell'argento nell'economia europea, sia di provenienza interna sia d'oltre oceano, talleri e altre monete di dimensioni simili furono coniate ovunque come la corona, il daalder, il dollaro, e il peso.
In Scozia il dollaro fu in uso durante il XVII secolo; si sostiene che sia stato inventato presso la Università di St. Andrews.
In Inghilterra il termine dollar fu usato per due secoli prima che gli Stati Uniti coniassero una moneta con questo nome. Era un nome di moneta conosciuto già all'epoca di Shakespeare, citato, ad esempio, ne La tempesta e nel Macbeth. Fino alla decimalizzazione del 1971, quando la corona cessò di essere usata, era frequente udire l'espressione "half a dollar" (mezzo dollaro) invece che "half a crown" (mezza corona).

## Eredità
Attualmente non ci sono valute chiamate tallero. Tuttavia molte valute devono a questa moneta il loro nome: ci sono ventitré monete chiamate dollaro, usate in paesi come Stati Uniti, Canada, Australia, Nuova Zelanda e Hong Kong, come anche il tolar, usato in Slovenia fino alla fine del 2006.
In effetti le attuali monete ufficiali dell'Etiopia, dell'Eritrea, dello Yemen, dell'Arabia Saudita e dell'Oman si chiamano con il nome in lingua locale del tallero, birr in amarico e tigrino, rial in arabo. E fino alla metà del XX secolo in italiano erano chiamate tallero. Solo dopo è venuto l'uso di non tradurre i nomi delle monete straniere.

## Cronologia del tallero
- 1486: Sigismondo del Tirolo, detto il danaroso, emette il suo 31,93 g Guldengroschen (o Guldiner), con un titolo di 937,5/.. dal valore di 60 Kreuzer.
- 1493: la Svizzera emette il suo primo Guldengroschen a Berna.
- 1500: il primo Guldengroschen tedesco è emesso dalla Sassonia, con un valore di 24 groschen. A Brema circola con un valore di 36 Groschen. Questi Guldengroschen hanno il peso ridotto a 29,2 g così da poter coniare otto monete in un marco di Colonia.
- 1518: la prima moneta chiamata "Thaler" è coniata a Joachimsthal, Boemia, nel Sacro Romano Impero. Il suo peso diviene lo standard per il 1500.
- 1524: nel tentativo di standardizzare il Guldiner, viene emessa un'ordinanza monetaria imperiale (Reichsmünzordnung) a Esslingen in Germania che riafferma che il titolo di purezza della moneta deve essere di 937,5/.., e il suo peso 29,2 g.
- 1534: Sassonia e Boemia alterano il titolo dei loro Guldiner abbassandolo da 937,5 a 903,0 mantenendo lo stesso peso della moneta, diminuendo di conseguenza la quantità totale reale di argento della moneta. Questo fatto dà inizio alla separazione del tallero dal suo predecessore Guldiner.
- 1551: una nuova ordinanza monetaria viene emessa ad Augusta che diminuisce il titolo del guldiner a 882,0 e ne aumenta il peso a 31,18 g. Questo restituisce alla moneta lo stesso valore del Goldgulden. Il Thaler è ora equivalente a 72 Kreuzer.
- 1559: dopo la morte di Carlo V, viene emessa una nuova ordinanza monetaria ad Augusta, che questa volta cambia radicalmente la moneta (ora denominata Reichsguldiner): il peso cala a 24,62 g, ma il titolo ritorna a 931,0. Questo colloca il valore del Guldiner a 60 Kreuzer.
- 1566: il Guldiner come denominazione è praticamente eliminato da un editto monetario della Sassonia, che fissa il Reichsthaler (noto in seguito come Speciesthaler) con un titolo di 889,0/.. e un peso di 29,2 g
- 1667: all'Abbazia di Zinna ci fu un accordo tra Sassonia, Brandenburgo e Brunswick-Lüneburg per cercare di rendere la coniazione delle monete divisionali più economica rispetto ai costi da sostenere con le vecchie ordinanze degli Asburgo; con questo accordo il tallero fu ridotto di peso a 28,1 g mantenendo lo stesso titolo.
- 1690: la convenzione monetaria di Lipsia si riunì per occuparsi della scarsa qualità delle monete in Sassonia, Brandenburgo e Brunswick. L'accordo del 1667 non aveva risolto i problemi, così il tallero fu nuovamente ridotto di peso a 25,9 g. In questo modo da un marco di Colonia si producevano 12 talleri rispetto ai 9 del 1500.
- 1750: in quest'anno ci fu un'altra riduzione del peso nelle aree controllate da Prussia, Assia e Brunswick-Wolfenbüttel, fino a 22,2 g con un titolo di 750,0/.... Un marco di Colonia d'argento conteneva ora 14 talleri.
- 1754: con l'accordo monetario tra Austria e Baviera del 1753 ha inizio il periodo del Konventionsthaler, un tallero con un contenuto d'argento pari a 1/10 del marco di Colonia. La moneta pesa 28,0 g con un titolo di 833,0. Con il tempo questa moneta si diffonde in gran parte della Germania centrale e meridionale.
- 1755: il Kronenthaler è emesso per la prima volta nei territori controllati dagli Asburgo, in particolare nei Paesi Bassi austriaci e nella Germania meridionale. Ha un peso di 29,44 g e un titolo di 873,0...
- 1857: l'accordo monetario di Vienna elimina il marco di Colonia come riferimento per la coniazione del tallero e lo sostituisce con il riferimento ai 500 g. Trenta Vereinsthaler sono coniati da 500 g di fino. Le monete pesano 18,5 g con un titolo di 900,0... Avevano come controvalore 90 Kreuzer austriaci, 105 Kreuzer bavaresi, 30 groschen, o 48 schilling secondo lo stato che coniava.
- 1872 con la riforma dell'ortografia Thaler diventa Taler.
- 1872: gli ultimi talleri sono coniati in pochi stati, in particolare la Sassonia.
- 1918: tentativo italiano senza successo di coniare un tallero per i commerci con l'Abissinia.[7]
- 1935: l'Italia incomincia a coniare a Roma il tallero di Maria Teresa, moneta ancora popolare nell'area[7][8].
- 1950: termina la coniazione italiana del tallero di Maria Teresa.